# Людмила Давидович
Людмила Наумовна (Нахмановна) Давидович e съветска поетеса, автор на текстовете на известните песни „Свири, акордеон мой“, „ Чао! Нощта не е далеч“, „Връщам твоя портрет“ и много други; също автор на репризи и актриса.

## Биография
Родена е на 25 ноември (8 декември нов стил) 1900 г. в Санкт Петербург.
През 1918 г. се омъжва и заминава със съпруга си за Париж на меден месец. Тя се завъръща в Петроград поради болестта на майка си и никога повече не вижда съпруга си. Първоначално учи в частно театрално училище при А. Южин, след това в театралното студио на актьора В. Давидов (1921 – 1924), където нейни учители са Е. Карпов и Р. Аполонски.
Известно време Давидович работи в Александринския театър като комедийна актриса. Тогава тя пише миниатюри, пиеси и песни. През 20-те години на ХХ век тя си сътрудничи с Давид Гутман и Леонид Утьосов. Пише произведения за Tea-Jazz и Leningrad Music Hall.
През 1938 г. Людмила Давидович си сътрудничи с Московския театър на миниатюрите и Театъра на двама актьори – Миронова и Менакер. Преди войната тя се запознава с артиста на Ленинградския театър за драма и комедия – Александър Василевич Смирнов, за когото се омъжва.  През 1941 – 1942 г. работи в московския театър „Ястребок“, който играе на фронтовете на Великата отечествена война. Живяла е в обсадения Ленинград.
През 1945 г. тя и съпругът и най-накрая се преместват в Москва. Тук, заедно с Виктор Драгунски, тя пише „Синята птица“ и „Сталинградски валс“ за театъра на литературните и театрални пародии. Заедно с него тя създава редица песни. Работила е и в радиото.
Умира на 11 април 1986 г. в Москва.